# Брдо (Назарје)
Брдо (словен. Brdo) је насељено место у општини Назарје, Савињска регија, Словенија.

## Историја
До територијалне реорганизације у Словенији било је у саставу старе општине Мозирје. Брдо као самостално насеље постоји од 1994. године. Настао је поделом некадашњег насеља Хомец-Брдо на два нова насеља Брдо и Хомец.

## Становништво
У попису становништва из 2011. године, Брдо је имало 42 становника.
| Број становника према пописима | Број становника према пописима |
| ------------------------------ | ------------------------------ |
| 2002                           | 2011                           |
| 47                             | 42                             |

Напомена: Године 1994. настала поделом некадашњег насеља Хомец-Брдо.